# 林屋山洞
林屋山洞，距苏州40余公里的太湖中岛屿、洞庭西山的石公山中的林屋洞。
林屋洞古为道家修炼之所，被道家看作是“十大洞天”中的“第九洞天”。